# Michael von Taube

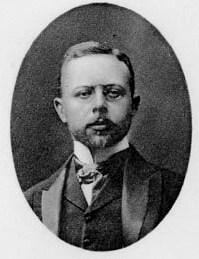
Michael von Taube (1920)

Michael Freiherr von Taube, Michael Aleksandrovič von Taube (* 15. Mai 1869 in Pawlowsk bei Sankt Petersburg; † 29. November 1961 in Paris) war ein russischer Jurist, Politiker und Beamter. Er wirkte als Dozent beziehungsweise Professor für Völkerrecht an verschiedenen Hochschulen, darunter an der Universität Sankt Petersburg und der Westfälischen Wilhelms-Universität Münster. Darüber hinaus fungierte er als Mitglied des Ständigen Schiedshofes in Den Haag und von 1911 bis 1915 als stellvertretender russischer Minister für Volksbildung.

## Herkunft und Familie
Michael Baron von Taube wurde 1869 in  Pawlowsk bei Sankt Petersburg geboren und entstammte dem schwedisch-deutschbaltischen Adelsgeschlecht von Taube, von dem ein Haus seit dem 18. Jahrhundert in den Diensten der russischen Zaren stand. Seine Herkunft geht bis in das frühe 17. Jahrhundert zurück.
Sein Urahn Johann Georg Reichsfreiherr von Taube (* 1627) wurde 1665 Herr auf Hallinap in Estland und 1631 Herr auf Roth-Naußlitz in Sachsen. Er war mit Sophie von Mecks verheiratet, beide wurden in Rödern (Sachsen) beigesetzt. Sie hatten sieben Söhne, die in kursächsischen Diensten standen. Sein Sohn Johann Georg, * 1654 in Dresden † 1709 in Neukirchen, war der Stammvater des sächsischen Hauses der Freiherren Taube zu Neukirchen und Niederpöllnitz. Ihm folgten in männlicher Nachfolge Freiherr von Taube (*/† nicht bekannt) und Johann Georg von Taube (1750–1830). Der Vater Michaels war Friedrich Gideon Michael (1805–1870), der in Ratzau geboren wurde und in Sankt Petersburg starb. Er begründete das russische Haus derer von Taube. Seine Mutter war die in zweiter Ehe geheiratete Elisaweta Iwanowna Waschutina (1827–1893).
Von Taube heiratete Anna Aleksandrowna Baranowa (1862–1915), sie hatten fünf Kinder:
- Iwan Michailowitsch von Taube (* 1892)
- Alexander Michailowitsch von Taube (* 1889)
- Michail Michailowitsch von Taube (1894–1936)
- Sergei Michailowitsch von Taube (1894–1937)
- Maria Michailowna von Taube (1899–1929)

## Werdegang
Er studierte von 1887 bis 1891 Rechtswissenschaften an der Universität Sankt Petersburg, an der er 1896 bei Friedrich Fromhold Martens im Bereich des Völkerrechts den Abschluss eines Magisters erlangte und ein Jahr später auch habilitiert wurde. Anschließend wechselte er als Privatdozent an die Universität von Charkow, wo er sich mit dem späteren kaiserlichen Volksbildungsminister Leo Aristidowitsch Kasso befreundete. 1899 kehrte er an die Universität Sankt Petersburg zurück, an der er promovierte und im gleichen Jahr Privatdozent wurde. Vier Jahre später folgte die Berufung zum außerordentlichen und 1906 als Nachfolger von Martens zum ordentlichen Professor. Im Jahr 1909 wurde er ordentlicher Professor für internationales Recht an der Kaiserlichen Rechtsschule in Sankt Petersburg. Zwei Jahre später legte er aufgrund seiner politischen Tätigkeit seine akademischen Verpflichtungen nieder.
Neben seiner Hochschultätigkeit trat Taube als Zivilbeamter in den Dienst der Regierung. Er wirkte zunächst als nachgeordneter Rechtsberater im russischen Außenministerium, bevor er 1905 unter dem deutschbaltischen Minister Graf Lamsdorff zum stellvertretenden Leiter der Rechtsabteilung (Gehilfe des Direktors des 2. Departments) ernannt wurde. 1909 stieg Taube – wiederum in Direktnachfolge des verstorbenen Martens – zum Mitglied im Ministerialrat des Außenministeriums (oberster Rechtsberater) und zum Mitglied des kaiserlich russischen Admiralitätsrates auf und erhielt den Rang eines Kaiserlichen Staatsrates (5. Rangklasse). Zugleich wurde er 1909 zum Mitglied des Ständigen Schiedshofes in Den Haag ernannt.
Unter Außenminister Iswolski verlor Taube jedoch real an Einfluss im Außenministerium und zog sich – enttäuscht auch von dessen 1910 ernanntem Nachfolger Sasonow – aus der dortigen Tätigkeit zurück, als sein 1910 zum Volksbildungsminister ernannter Freund Kasso ihn zu seinem Stellvertreter berufen ließ. Im April 1911 trat Taube diese Position als Gehilfe des Ministers für Volksbildung an. Während der schweren Erkrankung Kassos und nach dessen Tod Ende 1914 amtierte Taube von Oktober 1914 bis Februar 1915 als geschäftsführender Minister. Eine Zeit lang wurde er als Nachfolger angesehen, was jedoch durch die Ernennung von Graf Ignatjew konterkariert wurde. Im Februar 1915 verließ Taube seine Position als Vizeminister und wurde stattdessen zum Senator im Range eines Kaiserlichen Geheimrates (2. Rangklasse) ernannt. Am Neujahrstag 1917 berief ihn Zar Nikolai II. zum Mitglied des Reichsrates, des damaligen russischen Oberhauses. Diese politische Position ging allerdings mit dem Sturz der Monarchie durch die Februarrevolution im März 1917 wieder verloren.
Nach der kommunistischen Oktoberrevolution von 1917 verließ Taube sein Heimatland und lebte seither in der Emigration. Er wirkte in den Jahren 1919/1920 in Schweden als Privatdozent an der Universität Uppsala und von 1923 bis 1929 als Professor am Russischen Wissenschaftlichen Institut in Berlin. Darüber hinaus wurde er 1923 Mitglied des Kuratoriums der Haager Akademie für Völkerrecht. Er hielt Kontakt zur emigrierten Romanow-Dynastie und agierte als juristischer Berater des Thronprätendenten Kyrill Wladimirowitsch Romanow. Zugleich publizierte Taube historische Schriften über seine Arbeit in der russischen Regierung und seine Sicht der Ursachen des Ersten Weltkrieges. 1931 erhielt er einen Lehrauftrag für Diplomatie, Geschichte des Völkerrechts sowie einige andere Fächer an der Westfälischen Wilhelms-Universität in Münster. Im Dezember 1934 folgte, obwohl er die Altersgrenze von 65 Jahren im gleichen Jahr bereits überschritten hatte, die Ernennung zum Honorarprofessor für Spezialgebiete des Völkerrechts. Vier Jahre später wurde er aus Altersgründen von seiner Lehrtätigkeit entbunden. Er starb 1961 in Paris.

## Werke (Auswahl)
- Rußland und Westeuropa: Rußlands historische Sonderentwicklung in der europäischen Völkergemeinschaft.  Reihe: Aus dem Institut für Internationales Recht an der Universität Kiel. Band 8. Berlin 1928
- Der großen Katastrophe entgegen: Die russische Politik der Vorkriegszeit und das Ende des Zarenreiches (1904–1917). Erinnerungen von Dr. Michael Freiherrn von Taube. Berlin 1929